# 方谷學舎高等学校
方谷學舎高等学校（ほうこくがくしゃこうとうがっこう、英語: Houkokugakusha High School）は、岡山県高梁市内山下にある私立高等学校。
2023年6月1日に校名をそれまでの岡山県高梁日新高等学校から方谷學舎高等学校に変更した。校名は、備中松山藩出身で陽明学者の山田方谷に由来する。

## 特色
中国地方初の普通科美容コースがあり、倉敷にある美容専門学校と提携するなど力を入れている。近隣地域にスクールバスを運行、男女の寮を完備するなど県外や遠隔地の生徒を積極的に受け入れている。
普通科生徒数：普通コース 20人、総合ビジネスコース 14人、スポーツコース 25人、美容コース 78人、計 137人（2022年度時点）

## 設置学科
出典：
- 普通科
  - 普通コース
  - 総合ビジネスコース
  - スポーツコース
  - 美容コース

### かつてあった学科
- 商業科[5]（現行は普通科総合ビジネスコース）
  - 総合商業コース
  - ビジネスコース

- ビューティー科[6]（現行は普通科美容コース）
  - 美容コース
  - エステティックコース

## 沿革
主な出典：
- 1904年7月 - 岡山県有漢准教員養成所を設置（のちに、岡山県有漢教員養成所[注釈 3] となる）。
- 1913年 - 金岡助九郎が有漢准教員養成所の第4代所長に就任[8]。
- 1915年6月 - 財団法人岡山県高梁学園[注釈 4] が設立許可される[12]。
- 1922年 - 有漢教員養成所に本科正教員部開設[13]。
- 1923年 - 岡山県高梁実科高等女学校開校（設置許可日は同年3月14日）[14]。
- 1928年3月 - 岡山県有漢教員養成所閉校[15][13][注釈 5]。
- 1930年4月 - 岡山県高梁商業学校を設置、開校（設立者：財団法人岡山県高梁学園、認可日は同年3月31日）[16]。
- 1944年4月 - 岡山県高梁農林学校（設立者：財団法人岡山県高梁学園）と岡山県高梁女子商業学校（設立者：財団法人高梁学園）をそれぞれ設置、開校（認可日は共に同年3月18日）[17][18]。
- 1948年 - 岡山県高梁農林学校と岡山県高梁女子商業学校を合併、岡山県高梁実業高等学校になる。
- 1949年10月 - 岡山県高梁実業高等学校を岡山県高梁日新高等学校に校名変更。
- 1950年12月 - 財団法人岡山県高梁学園を学校法人金岡学園に改組。
- 1974年4月 - 普通課程を新設。
- 2005年4月
  - 普通科に美容コースとスポーツコースを設置。
  - 商業科に総合商業コースを設置。
- 2007年4月 - ビューティー科エステティックコースを設置。
- 2011年
  - 普通科に進学コースを設置。
  - 普通科美容コースをビューティー科美容コースへ（その後、普通科美容コースに戻る[19]）。
- 2013年4月 - 普通科に総合進学コース、キャリアプランニングコースを設置。
- 2014年4月 - 普通科総合進学コース内に吹奏楽系を設置。
- 2023年6月
  - 岡山県高梁日新高等学校を方谷學舎高等学校に校名変更[20]。
  - 設置者の名称についても「学校法人金岡学園」を「学校法人Team100友」に変更[21][22]。

## 部活動
出典：
- 硬式野球部
- バレーボール部
- サッカー部[注釈 6]
- ダンス部
- 卓球部
- ソフトテニス
- 科学部
- ビジネススキルアップクラブ
- 吹奏楽部
- 茶道同好会
- 文芸サークル
- 社会問題研究 同好会
- 軽音楽サークル
- 美容同好会

## 主な出身者
- 白井竜馬（ラグビー）
- 村上華澄（バレーボール）

## 提携校
- 倉敷ビューティーカレッジ（専門学校）[注釈 7]

## 交通アクセス
出典：
- 備中高梁駅より徒歩約15分